# Bir Mahli
Bir Mahli (arab. بئر محلي) – wieś w Syrii, w muhafazie Aleppo, w dystrykcie Ajn al-Arab. W 2004 roku liczyła 430 mieszkańców.